# جون إتش لانغ
جون إتش لانغ (بالإنجليزية: John H. Lang)‏ هو ضابط أمريكي، ولد في 1899 في كازلتون في الولايات المتحدة، وتوفي في 1970.